# Triplophysa zamegacephala
Triplophysa zamegacephala és una espècie de peix de la família dels balitòrids i de l'ordre dels cipriniformes que es troba a Xinjiang (Xina).